# Armie Hammer
Armand Douglas "Armie" Hammer (sinh ngày 28 tháng 8 năm 1986) là một diễn viên Hoa Kỳ. Anh nổi tiếng với vai cặp sinh đôi Winklevoss trong phim The Social Network năm 2010, Clyde Tolson trong J. Edgar (2011), hoàng tử Andrew Alcott trong Mirror Mirror (phim) (2012) và Lone Ranger trong phim The Lone Ranger (phim 2013).

## Tiểu sử
Hammer được sinh ra ở Los Angeles, California. Mẹ anh là Dru Ann (tên khi lấy chồng là Mobley), là cựu nhân viên cho vay ngân hàng, và cha là Michael Armand Hammer, sở hữu một số doanh nghiệp tư nhân, bao gồm Knoedler Publishing và Armand Hammer Productions (một công ty sản xuất phim truyền hình). Armie là anh cả; anh có người em trai tên là Viktor.

## Sự nghiệp điện ảnh
| Năm  | Tựa đề                  | Vai                          | Ghi chú   |
| ---- | ----------------------- | ---------------------------- | --------- |
| 2006 | Flicka                  | Male prefect                 |           |
| 2008 | Blackout                | Tommy                        |           |
| 2008 | Billy: The Early Years  | Billy Graham                 |           |
| 2009 | Spring Breakdown        | Abercrombie boy              |           |
| 2009 | 2081                    | Harrison Bergeron            | Phim ngắn |
| 2010 | The Social Network      | Cameron and Tyler Winklevoss |           |
| 2011 | J. Edgar                | Clyde Tolson                 |           |
| 2012 | Mirror Mirror           | Hoàng tử Andrew Alcott       |           |
| 2012 | The Polar Bears         | Zook                         |           |
| 2013 | The Lone Ranger         | John Reid/The Lone Ranger    |           |
| 2015 | Entourage               | Chính anh ấy                 |           |
| 2015 | The Man from U.N.C.L.E. | Illya Kuryakin               |           |
| 2016 | The Birth of a Nation   | Samuel Turner                |           |
| 2016 | Free Fire               | Ord                          |           |
| 2017 | Call Me by Your Name    | Oliver                       |           |

| Năm  | Tựa đề               | Vai                                       | Ghi chú                        |
| ---- | -------------------- | ----------------------------------------- | ------------------------------ |
| 2005 | Arrested Development | Sinh viên #2                              | Tập: "The Immaculate Election" |
| 2006 | Veronica Mars        | Kurt                                      | Tập: "Wichita Linebacker"      |
| 2007 | Desperate Housewives | Barrett                                   | Tập: "Distant Past"            |
| 2009 | Reaper               | Morgan                                    | 5 tập                          |
| 2009 | Gossip Girl          | Gabriel Edwards                           | 4 tập                          |
| 2012 | The Simpsons         | Cameron and Tyler Winklevoss (lồng tiếng) | Tập: "The D'oh-cial Network"   |
| 2012 | American Dad!        | Car rental agent (lồng tiếng)             | Tập: "The Wrestler"            |

## Giải thưởng và đề cử
| Năm  | Hạng mục đề cử     | Giải thưởng                                                                         | Kết quả   |
| ---- | ------------------ | ----------------------------------------------------------------------------------- | --------- |
| 2010 | The Social Network | Hollywood Film Festival Award for Best Ensemble of the Year                         | Đoạt giải |
| 2010 | The Social Network | Giải của Hiệp hội phê bình phim Toronto cho nam diễn viên phụ xuất sắc nhất         | Đoạt giải |
| 2010 | The Social Network | Giải BFCA cho toàn bộ vai diễn xuất sắc nhất                                        | Đề cử     |
| 2010 | The Social Network | Chicago Film Critics Association Awards 2010 for Most Promising Performer           | Đề cử     |
| 2010 | The Social Network | Screen Actors Guild Award for Outstanding Performance by a Cast in a Motion Picture | Đề cử     |
| 2011 | J. Edgar           | Giải SAG cho nam diễn viên phụ xuất sắc nhất                                        | Đề cử     |
| 2011 | J. Edgar           | Dallas–Fort Worth Film Critics Association Award for Best Supporting Actor          | Đề cử     |